# Терпугов, Евгений Михайлович
Евгений Михайлович Терпугов (5 декабря 1917, Самара — ?) — советский шахматист, мастер спорта СССР (1951). Инженер.

## Биография
Участник чемпионатов СССР 1951 и 1967 гг. (соревнование 1951 г. имело статус зонального турнира), командного кубка СССР 1954 г. и чемпионата РСФСР 1966 г. Чемпион Волгоградской области 1965 г.
Выступал за ДСО «Труд» и ДСО «Зенит».
Участник полуфиналов чемпионатов РСФСР по заочным шахматам.
Жил в Москве, где учился в МВТУ имени Н. Э. Баумана, позже жил в Волгограде и в Тольятти. В Тольятти давал уроки шахмат, у него занималась Гульнара Салахова, затем ставшая международным мастером среди женщин и директором государственной шахматной школы в этом городе.

## Стиль
Характеризуя выступление Терпугова в полуфинале 19-го чемпионата СССР (Ленинград, 1951 г.), международный мастер И. А. Кан написал следующее: «Три с половиной очка из первых 10 партий — такой результат мог обескуражить и более опытного шахматиста. Однако Терпугов не растерялся и не пал духом. Проявив характерную для представителя советской шахматной школы волю к победе, московский кандидат в мастера сумел не только наверстать потерянное, но и добиться восьми побед подряд!..». Мастер Е. А. Загорянский так отзывался об игре Терпугова: «Мне кажется, что творческое лицо Евгения Терпугова еще не вполне ясно. Он страдает порой несколько вычурной, надуманной трактовкой позиции, пристрастием к тяжелым, трудоемким вариантам. В принципе такая готовность решать трудные, а не легкие задачи очень похвальна, но на спортивном результате она не может не сказаться. Зато боевые качества Терпугова весьма высоки».

## Вклад в теорию дебютов
В начале 1950-х гг. Терпугов регулярно играл за черных защиту Чигорина. В 1-м туре 19-го чемпионата СССР после 1. d4 d5 2. c4 Кc6 3. Кс3 он применил против П. П. Кереса редкое продолжение 3. …Кf6 (вместо обычного хода 3. …dc). Терпугов рассчитывал, что после 4. Кf3 Сg4 (последний ход черных — новинка) белые сыграют 5. Кe5. На это он заготовил 5. …К:e5 6. de d4! с хорошей игрой. Однако Керес разгадал замысел противника и сыграл 5. cd. После 5. …К:d5 6. e4 С:f3 7. gf Кb6 8. d5 Кb8 9. Сf4 c6 10. Фb3! белые получили перевес, который в конечном итоге довели до победы. На основании этой партии в течение длительного времени данное разветвление защиты Чигорина оценивается как выгодное для белых.
Заслуги Терпугова в формировании теории защиты Чигорина были отмечены А. А. Котовым и М. М. Юдовичем в обзоре теоретических достижений советских шахматистов.

## Спортивные результаты
| Год  | Город     | Соревнование                                                 | + | −  | = | Результат | Место   |
| ---- | --------- | ------------------------------------------------------------ | - | -- | - | --------- | ------- |
| 1941 |           | Чемпионат Забайкальского военного округа                     |   |    |   |           | [ 15 ]  |
| 1949 | Москва    | Чемпионат Москвы                                             | 5 | 6  | 4 | 7 из 15   | 9—11    |
| 1949 | Москва    | Четвертьфинал 18-го чемпионата СССР                          |   |    |   | 9½ из 15  |         |
| 1950 | Минск     | Четвертьфинал 19-го чемпионата СССР                          | 8 | 2  | 5 | 10½ из 15 | 1—2     |
| 1951 | Ленинград | Полуфинал 19-го чемпионата СССР                              |   |    |   | 11½ из 18 | 2       |
|      | Москва    | 19-й чемпионат СССР                                          | 1 | 13 | 3 | 2½ из 17  | 18      |
| 1952 | Рига      | Полуфинал 20-го чемпионата СССР                              | 7 | 6  | 4 | 9 из 17   | 6       |
| 1954 | Рига      | Командный кубок СССР (сборная ДСО «Зенит»)                   | 2 | 6  | 2 | 3 из 10   |         |
| 1957 | Москва    | Матч «Зенит» — «Спартак» (1-я доска, против Т. В. Петросяна) | 0 | 1  | 0 | 0 из 1    |         |
| 1966 | Саратов   | Чемпионат РСФСР                                              | 3 | 12 | 4 | 5 из 19   | 20      |
| 1967 | Харьков   | 35-й чемпионат СССР                                          | 5 | 8  | 0 | 5 из 13   | 102—113 |
| 1975 | Ярославль | Полуфинал 31-го чемпионата РСФСР                             | 3 | 10 | 4 | 5 из 17   | 17—18   |